# Ville impériale de Wissembourg
1281–1679
(398 ans)
Entités précédentes :
- Abbaye de Wissembourg
- Seigneurie de Fleckenstein

Entités suivantes :
- Royaume de France (province d'Alsace)

La ville impériale de Wissembourg (en allemand : Reichsstadt Weißenburg, en latin : Wyssenburgum civitas imperialis) est une ancienne cité-État du Saint-Empire romain entre 1281 et 1679.
Village mentionné pour la première fois en 803,  Wissembourg dépend de l'abbaye Saint-Pierre-et-Saint-Paul puis s'affranchit progressivement de sa tutelle pour devenir une ville au Moyen Âge. Bien que gouvernée par un abbé, la cité est administrée par un conseil à partir de 1265. À la suite de son élection au trône du Saint-Empire, Rodolphe Ier accorde à Wissembourg une charte de franchises en 1275 et lui permet de battre monnaie. Ce texte renforce l’autonomie de la cité. Les douze membres du conseil ne sont dorénavant plus désignés par l'abbé qui conserve toutefois le droit d'assister aux séances. Le pouvoir est alors exercé par les ministériaux et les familles patriciennes de la ville, écartant ainsi les habitants les plus modestes. En 1281 le souverain confirme à Wissembourg qu'elle dispose des mêmes droits que ceux de Haguenau. Le statut de « ville d'Empire » est reconnu à la cité qui dispose ainsi de l'immédiateté impériale avec droit de siéger à la Diète d'Empire : elle n'est désormais plus un bien personnel du souverain mais un état du Saint-Empire à part entière. Elle intègre le Grand-Bailliage d'Alsace (Reichslandvogtei im Elsass) qui administre les biens impériaux de la région.
Avec les autres villes impériales de la plaine d'Alsace, Wissembourg forme en 1354 une alliance connue sous le nom de Décapole qui doit garantir une assistance réciproque entre ses dix membres face aux menaces extérieures. L'économie de la ville repose sur la production et le négoce de vins d'Alsace, de châtaignes et d'étoffes fabriquées par les drapiers. Les institutions municipales sont progressivement établies au milieu du XIVe siècle et approuvées par Charles IV en 1358. Les chefs des sept corporations peuvent désormais prendre part aux décisions importantes aux côtés des quatorze patriciens membres du conseil (alter Rat). La fonction de maréchal (Marschalk) est également créée pour assister le bourgmestre (regierender Bürgermeister) à la tête de la cité. Le territoire de Wissembourg s'agrandit peu à peu : la cité-État acquiert les villages et les hameaux aux alentours en les achetant aux seigneurs de Fleckenstein en 1360, notamment Schweigen, Weiler et Weidelbrunn. La guerre de Wissembourg éclate en 1469 entre la cité et l'Électeur palatin. Prétextant une mauvaise gestion de l'abbaye, Frédéric Ier du Palatinat souhaite y imposer sa volonté. Face à la résistance des habitants, il tente de s'emparer de la ville sans succès après un siège de plusieurs semaines. La paix est finalement rétablie en 1472. Un nouveau conflit débute lorsque le chevalier Hans von Trotha, lieutenant de Philippe Ier du Palatinat, usurpe des propriétés de l'abbaye et de la cité. La querelle de Wissembourg éclate en 1492 entre la ville et le chevalier dont les exactions sont à l'origine de la légende de Hans Trapp. La guerre prend fin avec la mort de ce dernier en 1504. L'empereur Maximilien Ier accorde un charte en 1518 pour émanciper totalement la ville impériale de l'influence de l'abbaye.
La Réforme protestante est introduite en 1522 par des prédicateurs, notamment Martin Bucer, puis est adoptée en 1534 par les autorités municipales. La détérioration des conditions sociales et le mécontentement de la population rurale provoquent la guerre des Paysans. Wissembourg est alors assiégée par une armée de rustauds en 1525. Après avoir refusé de céder à leurs exigences, les dirgeants de la ville ouvrent les portes aux émeutiers pour les empêcher de détruire le vignoble. La cité est alors bombardée par Louis V du Palatinat qui accuse les habitants de s'être associés aux insurgés et de leur avoir permis le saccage des biens de l'abbaye. L'accusation est portée au Tribunal impérial qui acquitte Wissembourg. Lors de la guerre de Trente Ans la ville est occupée en 1632 par les troupes du royaume de Suède conduites par Gutaf Horn. Les villes occupées par les Suédois sont confiées aux armées françaises qui y établissent des garnisons. Les traités de Westphalie de 1648 accordent au Roi de France des droits sur la ville impériale et ses alliées. Lors de la guerre de Hollande, les Français s'emparent de la cité et l'occupent à partir de 1673. La même année, une partie des remparts sont démolis. Afin d'empêcher les troupes impériales d'occuper les villes de la Décapole, Louis XIV et le marquis de Louvois appliquent une politique de la terre brûlée : mise à sac le 24 janvier 1677, la ville est totalement incendiée le lendemain.
Le traité de Nimègue du 5 février 1679 marque la fin de l'indépendance de Wissembourg qui est rattachée au territoire français. Les institutions de la ville continuent d'exister sous l'autorité du Roi jusqu'à la Révolution française et la fin de l'Ancien Régime en 1789.